# Benedikt XIV. (Gegenpapst)
Benedikt XIV. (* um 1370 in Südfrankreich; † nach 1450; eigentlich Bernard Garnier) soll nach späterer Darstellung des französischen Kardinals Jean Carrier von diesem als einzigem Beteiligten am 12. November 1425 insgeheim zum Nachfolger des avignonesischen Gegenpapstes Benedikt XIII. erwählt worden sein. 1423 war von drei anderen avignonesischen Kardinälen bereits Clemens VIII. zum Nachfolger Benedikts XIII. gewählt worden. Carrier machte die Existenz des von ihm erwählten Papstes erst nach Clemens’ Amtsverzicht im Jahr 1429 publik.
Benedikt XIII. war bereits 1417 vom Konzil von Konstanz zugunsten des neugewählten Martin V. für abgesetzt erklärt worden, um das abendländische Schisma zu beenden. Er weigerte sich aber, seine Absetzung anzuerkennen. Nach seinem Tod konnten sich die vier von Benedikt XIII. ernannten Kardinäle nicht auf einen gemeinsamen (Gegenpapst-)Kandidaten einigen. Der Kardinal Jean Carrier war als Legat des verstorbenen Papstes in Frankreich unterwegs, während seine drei Kollegen am 10. Juni 1423 in Peñíscola Clemens VIII. zum Nachfolger wählten. Nach seiner Rückkehr will Carrier mit dieser Wahl nicht einverstanden gewesen sein und insgeheim Bernard Garnier, der als Domkustos in Rodez wirkte, zum „Gegenpapst des Gegenpapstes“ erhoben haben. Garnier taucht erstmals 1412 als Kleriker des Bistums Rodez in zeitgenössischen Quellen auf. Er erbat – ebenso wie Jean Carrier – von Benedikt XIII. eine Pfründe und erhielt diese auch. Sein Amt im Kapitel von Rodez behielt er auch nach 1417 bei, wenn auch gegen Anfeindungen und Widerstand der übrigen Dompräbendare. Carrier erklärte 1429 in einer Denkschrift an Graf Jean IV. von Armagnac, es gäbe einen Papst Benedikt XIV., ohne jedoch Näheres über dessen Person mitzuteilen.
Praktische Auswirkungen hatte diese Wahl nicht mehr, da bereits zu Zeiten Benedikts XIII. fast alle Länder (außer Aragonien) Martin V. als Papst anerkannt hatten. Als Ende seines Gegenpontifikates, über das inhaltlich so gut wie nichts überliefert ist, wird 1430 angegeben. Zu diesem Zeitpunkt bekannte Jean IV. sich zu Papst Martin V., damit verloren Carrier und Garnier ihren adeligen Fürsprecher. Carrier tauchte unter, geriet 1433 in Gefangenschaft und starb wenig später. Bernard Garnier versteckte sich mit einigen Gefolgsleuten im Viaur, kehrte jedoch 1437 nach Rodez zurück und nahm seinen Platz im Domkapitel wieder ein. 1449 konnte er sogar eines der begehrtesten Häuser des Domkapitels zur Wohnung nehmen. Im Jahr darauf prozessierte er vor dem Parlement in Toulouse um seine Präbende. Im Gegensatz zu Jean Carrier konnte Garnier in sein klerikales Leben zurückkehren, auch wenn er zeitlebens umstritten blieb. Auf seine Wahl zum Gegenpapst nahm er nach seiner Rückkehr 1437 nicht mehr Bezug. Sein Sterbedatum ist unbekannt.